# Summertime
Summertime je arija iz opere Porgi i Bes kompozitora Džordža Geršvina iz 1935. Autori teksta su Dubouz i Doroti Hejvard te Ajra Geršvin. Pesma je ubrzo postala popularni džez standard.
Geršvin je izjavio da je pesmu napisao po uzoru na ukrajinsku uspavanke Oi Khodyt Son Kolo Vikon (Snovi odlaze kroz prozor) koju je čuo na koncertu Ukrajinskog nacionalnog hora u Njujorku.
Geršvin pesmu počinje komponovati u decembru 1933, pokušavajući da je aranžira u stilu
afroameričke narodne muzike tog doba. Pesma se u operi Porgi i Bes čuje nekoliko puta: prvo je kao uspavanku peva Klara u prvom činu, a malo kasnije kao kontrapunkt u sceni igre s kockama, zatim se čuje u drugom činu u Klarinoj reprizi te u trećem činu kada je Bes peva kao uspavanku za Klarinu bebu.
Pesmu su izvodili mnogi pevači kao što su Bili Holidej, Luj Armstrong i Ela Ficdžerald, Nina Simon, te Dženis Džoplin u rok aranžmanu.

## Spoljašnje veze
Pesma u MP3 formatu
Lista izvođača pesme